# Montipora digitata
Espèce
Statut de conservation UICN

 LC  : Préoccupation mineure
Statut CITES
Montipora digitata est une espèce de cnidaires appartenant à la famille des Acroporidés.